# PVTV
『PVTV』（ピーブイティービー）は、2006年10月5日から2009年3月26日まで放送されたテレビ東京系の音楽番組。放送時間は木曜25:00～25:30。ナレーションはSascha。

## 概要
- J-POPのミュージック・ビデオを放送する番組。紹介するアーティストはスポンサー（下記参照）のアーティストが大半を占めるが、それ以外（avex、EMIミュージック・ジャパンなど）も時々紹介されることもある。洋楽アーティストは原則として取り上げられないが、J-POPアーティストとのコラボレーション作品やカッティーの「そんなの関係ねえレゲエ（Cutty feat. Patexx／OPP ～Japanese Dance～）」を取り上げたことはある。
- 企画はロッキング・オン代表の渋谷陽一。そのため番組の最後に同社刊行の雑誌のプレゼントコーナーがある。

## 内容

### NEW CLIPS
- 毎週色々なアーティストの最新楽曲のPVをダイジェストでオンエアする。

### HOT SHOT
- 注目のアーティストの貴重映像をオンエアと題してライブ映像などを流したりする。
- 大体ライブのスケジュールや、ライブDVDのプロモーションをするアーティストの映像が多い。

### SELECTION
- 「水着たっぷり!サマーPV大放出!!」（2007年8月17日放送）のように、テーマにそったPVを数曲オンエアする。別に最新の曲のみということではなく少し前の曲もオンエアされる。

### PICK UP
- 簡単に言えば「NEW CLIPS」のフルバージョン版。毎週1、2組の最新ミュージックビデオをフルオンエアする。
- なお、アルバムやDVD作品をリリースしたアーティストをPICK UPする場合は過去の曲をオンエアする場合がある。また、稀にフルオンエアではないときがある。

### CHASE
- 2007年10月から始まったコーナー。毎月3回に渡り1組のアーティストをピックアップしてライブの模様やオフショットなどをオンエアする。

### MEMORIES
- 記憶に残る懐かしの名曲と題し、毎週1、2組のミュージックビデオをフルオンエアする。
- なお、稀にビデオ映像ではなくライブ映像がオンエアされるときもある。例としてZARDのライブ映像が2曲続けて流れた回がある。

### TALK CLIP
- 毎週1、2組のアーティストがインタビュー形式で登場する。

## スポンサー
- Sony Music
- Being
- ユニバーサルミュージック
- PONY CANYON
- BMG JAPAN
- avex

レコード会社がスポンサー提供している。なお、Sony MusicとBeingは固定スポンサーである。

## 歴代テーマソング
| 年月       | オープニングテーマ                         | エンディングテーマ                            |
| 2006年10月 | 「シルク」SHAKALABBITS                     | ?                                             |
| 2006年11月 | 「マストピープル」the ARROWS               | ?                                             |
| 2006年12月 | 「This time」名取香り                      | 「COLORS」FLOW                                |
| 2007年1月  | ?                                          | ?                                             |
| 2007年2月  | 「夜明け前」Clownfish                      | 「See you Darling」岸本早未                   |
| 2007年3月  | 「Sha la la -アヤカシNIGHT-」宇浦冴香      | 「チャック」オレスカバンド                    |
| 2007年4月  | 「チャック」オレスカバンド                 | 「ブラウンシュガーヘア」つばき                |
| 2007年5月  | 「youthful diary」上木彩矢                 | 「Thinking of you」WISE                       |
| 2007年6月  | 「ロックンロールファンファーレ」the ARROWS | 「あの荒野に花束を」100s                      |
| 2007年7月  | 「真夏のダンスホール」GO!GO!7188           | ?                                             |
| 2007年8月  | 「ここにいるよ feat.青山テルマ」SoulJa     | 「休憩時間10分」宇浦冴香                      |
| 2007年9月  | 「頭の中のSOS」monobright                  | 「P.S.S.O.S」長澤知之                         |
| 2007年10月 | 「青春色」音速ライン                       | 「A constellation 2007」上木彩矢              |
| 2007年11月 | 「Silent love〜open my heart〜」倉木麻衣   | 「脳内トラベラー」GO!GO!7188                  |
| 2007年12月 | 「Brand New Day」NIRGILIS                  | 「ハミングバード」井上ジョー                  |
| 2008年1月  | 「冬のファンタジー」L×L                    | 「ditance」LONG SHOT PARTY                    |
| 2008年2月  | 「キミにHUGされていたい」PINC INC          | 「ダイキライ feat.HIRO:N」H ZETT M            |
| 2008年3月  | 「マイフレンド」SKELT 8 BAMBINO            | 「広がる青に飛び出せ」Naifu                   |
| 2008年4月  | 「LIFE」キマグレン                         | 「B.B.W.」フルカワミキ                        |
| 2008年5月  | 「幸せのかたち」Yellow Cherry              | 「LIFE」キマグレン                            |
| 2008年6月  | 「君去りし誘惑」上木彩矢                   | 「TIME FLIES, EVERYTHING GOES」BEAT CRUSADERS |
| 2008年7月  | 「Take The Wave」Naifu                     | 「時間よ止まれ feat. SEAMO」AZU               |
| 2008年8月  | 「夏恋」SKELT 8 BAMBINO                    | 「Summer Memories」上木彩矢                   |
| 2008年9月  | 「灼熱」BREAKERZ                           | 「生きてることが辛いなら」森山直太朗          |
| 2008年10月 | 「陽はまた昇る」DOES                       | 「記念日」SoulJa×Misslim                      |
| 2008年11月 | 「Mysterious」Naifu                        | 「episode Ⅴ featuring Kj」スケボーキング      |
| 2008年12月 | 「もう二度と…」BENI                        | 「Friend」愛内里菜                            |
| 2009年1月  | 「stay with me」倖田來未                   | 「2℃目の彼女」シド                            |
| 2009年2月  | 「いのちの歌」茉奈 佳奈                    | 「flyaway」BACK-ON                            |
| 2009年3月  | 「現在進行形」宇浦冴香                     | 「STILL LOVE featuring TERU(GLAY)」MCU        |

| テレビ東京 木曜25：00～25：30枠 | テレビ東京 木曜25：00～25：30枠 | テレビ東京 木曜25：00～25：30枠 |
| 前番組                          | 番組名                          | 次番組                          |
| ------------------------------- | ------------------------------- | ------------------------------- |
| BLOOM!                          | PVTV                            | 美女放談 ※これよりハロプロ枠    |